# Produce 48
Produce 48 (кор. 프로듀스 48) — це південнокорейське танцювально-співоче талант-шоу, яке є продовження популярної франшизи Produce 101 та кооперацією з японськими проектом AKB48. У ньому брали участь 96 учасників, одна частина яких є стажерами корейських розважальних компаній, а інша — учасниками японських гуртів, що є підрозділами AKB48. У фіналі телешоу було сформовано глобальний айдол-гурт, IZ*ONE, який складається з 12 учасників. Телепередача виходила щоп'ятниці одночасно на корейському телеканалі Mnet та японському телеканалі BS Scapa з 15 червня 2018 по 31 серпня 2018.

## Історія
Вперше Mnet офіційно оголосило про нову передачу, «Produce 48», під час церемонії MAMA 2017. Тоді ж було показано перший тизер телепередачі, яка мала поєднати Produce 101 та AKB48. У кінці березня повідомлялося, що знімання передачі розпочнеться в квінті, а показ — у травні. Однак пізніше було оголошено, що прем'єра переноситься на червень. 12 квітня було офіційно підтверджено, що тривалість контракту, який буде підписаний із фінально сформованою групою, буде тривати 2 роки з половиною. Причиною укладання довготривалого контракту є те, що охоплення аудиторії цієї групи є масштабнішою ніж у попередніх сезонах. Пізніше в цьому місяці, було сказано, що ведучим телепередачі «Produce 48» стане Лі Син Ґі.

## Учасниці
| Компанія/гурт             | Ім'я учасниці | Компанія/гурт         | Ім'я учасниці   |
| ------------------------- | ------------- | --------------------- | --------------- |
| A team                    | Кім Чхо Йон   | Wellmade Yedang       | Хван Со Йон     |
| CNC                       | Кім Та Йон    | Yue Hua Entertainment | Кім Сі Хьон     |
| CNC                       | Кім Ю Бін     | Yue Hua Entertainment | Ван Їжень       |
| CNC                       | Ю Ин Бін      | Yue Hua Entertainment | Чхве Є На       |
| CNC                       | Лі Ю Чон      | ZB Label              | Alex Christine  |
| CNC                       | Хон Є Чі      | Collazoo Company      | Кім Хьон А      |
| CUBE                      | Хан Чхо Вон   | Fave Entertainment    | Сін Су Хьон     |
| FNC Entertainment         | Пак Хе Юн     | Pledis Entertainment  | Лі Ка Ин        |
| FNC Entertainment         | Чо А Йон      | Pledis Entertainment  | Хо Юн Джін      |
| How Entertainment         | Кім Мін Со    | AKB48                 | Ґото Мое        |
| How Entertainment         | Ван Ке        | AKB48                 | Наґано Серіка   |
| How Entertainment         | Ю Мін Йон     | AKB48                 | Накано Ікумі    |
| MMO Entertainment         | Вон Со Йон    | AKB48                 | Наканаші Чійорі |
| MND17                     | Пак Мін Чу    | AKB48                 | Моґі Шінобу     |
| MND17                     | Пак Чхан Чу   | AKB48                 | Муто Тому       |
| MND17                     | Лі Чхе Чон    | AKB48                 | Міядзакі Міхо   |
| MNH Entertainment         | Лі Ха Ин      | AKB48                 | Сато Мінамі     |
| RBW                       | На Ґо Ин      | AKB48                 | Шінодзакі Аяна  |
| RBW                       | Пак Чі Ин     | AKB48                 | Шітао Міу       |
| WM Entertainment          | Лі Син Хьон   | AKB48                 | Асаї Нанамі     |
| WM Entertainment          | Лі Чхе Йон    | AKB48                 | Ода Еріна       |
| WM Entertainment          | Чо Йон Ін     | AKB48                 | Іватате Шіхо    |
| YG KPLUS                  | Ан Є Вон      | AKB48                 | Ічікава Манамі  |
| YG KPLUS                  | Чхве Йон Су   | AKB48                 | Чіба Ерії       |
| Індивідуальні стажери     | Пак Со Йон    | AKB48                 | Коджіма Мако    |
| Індивідуальні стажери     | Пак Чі Хий    | AKB48                 | Такахаші Джюрі  |
| The Music Works           | Юн Хе Соль    | AKB48                 | Такеучі Мію     |
| The Music Works           | Чхве Со Ин    | AKB48                 | Хонда Хітомі    |
| Million Market            | Сон Ин Чхе    | HKT48                 | Мацуока Нацумі  |
| Million Market            | Чо Са Ран     | HKT48                 | Мотомура Аої    |
| Banana Culture            | Кім На Йон    | HKT48                 | Муракава Бібіан |
| Banana Culture            | Кім Да Хє     | HKT48                 | Міявакі Сакура  |
| BlockBerry Creative       | Ко Ю Чін      | HKT48                 | Арамакі Місакі  |
| Starship Entertainment    | Ан Ю Чін      | HKT48                 | Ябукі Нако      |
| Starship Entertainment    | Чан Вон Йон   | HKT48                 | Імада Міна      |
| Starship Entertainment    | Чо Ка Хьон    | HKT48                 | Цукіаші Амане   |
| Stone Music Entertainment | Пе Ин Йон     | HKT48                 | Куріхара Сае    |
| Stone Music Entertainment | Лі Сі Ан      | HKT48                 | Танака Міку     |
| Stone Music Entertainment | Чан Ґю Рі     | NGT48                 | Ямада Ное       |
| Stone Music Entertainment | Чо Юрі        | NGT48                 | Хасекава Рена   |
| Urban Works               | Кім Мін Джу   | NMB48                 | Наікі Кокоро    |
| 8D Creative               | Кан Хє Вон    | NMB48                 | Мурасе Сае      |
| FENT                      | Кім До А      | NMB48                 | Шірома Міру     |
| Woolim Entertainment      | Квон Ин Бі    | NMB48                 | Умеяма Кокона   |
| Woolim Entertainment      | Кім Со Хий    | NMB48                 | Уемура Адзусу   |
| Woolim Entertainment      | Кім Су Юн     | NMB48                 | Като Юука       |
| Woolim Entertainment      | Кім Чхе Вон   | SKE48                 | Мацуї Джюріна   |
| Wellmade Yedang           | Кім Да Мін    | SKE48                 | Асаї Юука       |

## Дискографія
| PRODUCE 48 - NEKKOYA (PICK ME) | PRODUCE 48 - NEKKOYA (PICK ME) | PRODUCE 48 - NEKKOYA (PICK ME) | PRODUCE 48 - NEKKOYA (PICK ME) |
| #                              | Назва                          | Виконавець                     | Тривалість                     |
| ------------------------------ | ------------------------------ | ------------------------------ | ------------------------------ |
| 1.                             | «PICK ME»                      | PRODUCE 48                     | 4:39                           |
| 2.                             | «NEKKOYA (PICK ME)»            | PRODUCE 48                     | 4:39                           |

| NEKKOYA (PICK ME) (From PRODUCE 48 - NEKKOYA (PICK ME)) (Piano ver.) | NEKKOYA (PICK ME) (From PRODUCE 48 - NEKKOYA (PICK ME)) (Piano ver.)   | NEKKOYA (PICK ME) (From PRODUCE 48 - NEKKOYA (PICK ME)) (Piano ver.) | NEKKOYA (PICK ME) (From PRODUCE 48 - NEKKOYA (PICK ME)) (Piano ver.) |
| #                                                                    | Назва                                                                  | Виконавець                                                           | Тривалість                                                           |
| -------------------------------------------------------------------- | ---------------------------------------------------------------------- | -------------------------------------------------------------------- | -------------------------------------------------------------------- |
| 1.                                                                   | «NEKKOYA (PICK ME) (From PRODUCE 48 - NEKKOYA (PICK ME)) (Piano ver.)» | PRODUCE 48                                                           | 3:44                                                                 |

| PRODUCE 48 - 30 Girls 6 Concepts | PRODUCE 48 - 30 Girls 6 Concepts | PRODUCE 48 - 30 Girls 6 Concepts      | PRODUCE 48 - 30 Girls 6 Concepts |
| #                                | Назва                            | Виконавець                            | Тривалість                       |
| -------------------------------- | -------------------------------- | ------------------------------------- | -------------------------------- |
| 1.                               | «Rollin' Rollin'»                | Love Potion                           | 2:55                             |
| 2.                               | «To Reach You»                   | Memory Fabricators                    | 3:30                             |
| 3.                               | «Rumor»                          | H.I.N.P (Hot Issue of Ntl. Producers) | 3:17                             |
| 4.                               | «See You Again»                  | The Promise                           | 3:07                             |
| 5.                               | «1000%»                          | SummerWish                            | 3:36                             |
| 6.                               | «IAM»                            | 1AM                                   | 3:24                             |

| PRODUCE 48 - Final | PRODUCE 48 - Final                        | PRODUCE 48 - Final | PRODUCE 48 - Final |
| #                  | Назва                                     | Виконавець         | Тривалість         |
| ------------------ | ----------------------------------------- | ------------------ | ------------------ |
| 1.                 | «We Together»                             | PRODUCE 48         | 4:03               |
| 2.                 | «Suki ni Nacchaudarou?»                   | PRODUCE 48         | 4:09               |
| 3.                 | «Yume wo Miteiru Aida (Korean Version)»   | PRODUCE 48         | 3:28               |
| 4.                 | «Yume wo Miteiru Aida (Japanese Version)» | PRODUCE 48         | 3:28               |

## Рейтинги
Найнижчі рейтинги позначені синім кольором, а найвищі — червоним кольором.
| Номер #          | Дата показу      | Середня загальна кількість переглядів | Середня загальна кількість переглядів |
| Номер #          | Дата показу      | AGB Nielsen                           | AGB Nielsen                           |
| Номер #          | Дата показу      | Загальнонаціональні                   | Сеул                                  |
| ---------------- | ---------------- | ------------------------------------- | ------------------------------------- |
| 1                | 15 червня 2018   | 1,1 %                                 | Н/Д                                   |
| 2                | 22 червня 2018   | 1,913 %                               | 1,768 %                               |
| 3                | 29 червня 2018   | 1,999 %                               | 2,098 %                               |
| 4                | 6 липня 2018     | 2,833 %                               | 3,068 %                               |
| 5                | 13 липня 2018    | 2,538 %                               | 2,732 %                               |
| 6                | 20 липня 2018    | 2,479 %                               | 3,080 %                               |
| 7                | 27 липня 2018    | 2,075 %                               | 2,266 %                               |
| 8                | 3 серпня 2018    | 2,397 %                               | 2,399 %                               |
| 9                | 10 серпня 2018   | 2,561 %                               | 2,790 %                               |
| 10               | 17 серпня 2018   | 2,594 %                               | 3,087 %                               |
| 11               | 24 серпня 2018   | 2,435 %                               | 2,556 %                               |
| 12               | 31 серпня 2018   | 3,085 %                               | 3,299 %                               |
| Середнє значення | Середнє значення | 2,334 %                               | 2,649 %                               |